# Lüen
Lüen (rätoromanisch Leunⓘ) ist eine Ortschaft in der Gemeinde Arosa, Kanton Graubünden.
Bis Ende 2012 bildete Lüen eine eigene politische Gemeinde. Am 1. Januar 2013 schloss sich diese, zusammen mit den damaligen Gemeinden Calfreisen, Castiel, Langwies, Molinis, Peist und St. Peter-Pagig, der Gemeinde Arosa an.

## Geographie

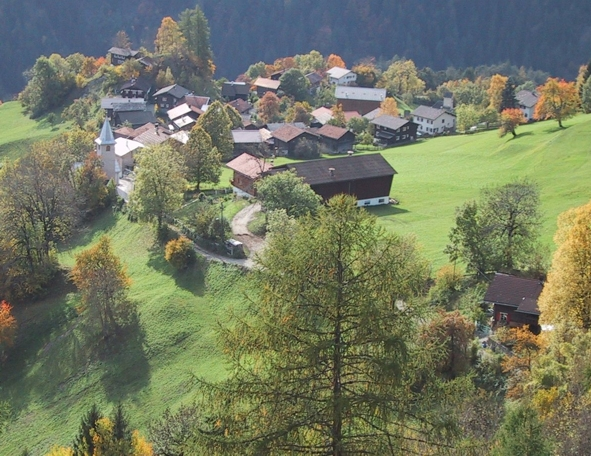
Blick auf Lüen

Lüen liegt auf der rechten, nördlichen Talseite des Schanfiggs, sieben Kilometer (Luftlinie) östlich von Chur. In einem schmalen Streifen erstreckt sich das ehemalige Gemeindegebiet von 750 m ü. M. am Talfluss Plessur fast bis zum Grat hinauf. Der tief eingeschnittene Flusslauf bildet auf rund 2 km Länge, zwischen den Mündungen von Schelmentobel und Clasaurer Tobel, die ehemalige Gemeindegrenze. Oberhalb eines steilen bewaldeten Hangabschnitts liegt das Haufendorf Lüen auf einer Hanglehne, umgeben von Wiesen und Obstbäumen. Jenseits der rund 200 Höhenmeter oberhalb des Dorfes verlaufenden Talstrasse umfasst das Territorium die westliche Flanke des Clasaurer Tobels mit Maiensässen, Waldstücken und den Weiden am Lüener Berg. Der höchste Punkt wird mit 2217 m ü. M. an der Südseite des Hochwangs erreicht.
9 % des ehemaligen Gemeindegebietes sind unproduktiv, 52 % bewaldet, und 37 % werden landwirtschaftlich genutzt.

## Geologie
Das Schanfigg wird zum grossen Teil von penninischen Bündnerschiefern aufgebaut. Bei Lüen treten diese als Kalkschiefer bis kieselige Kalkschiefer auf. Der Fels ist mit Moränen und fluvioglazialen Schottern bedeckt.

## Geschichte

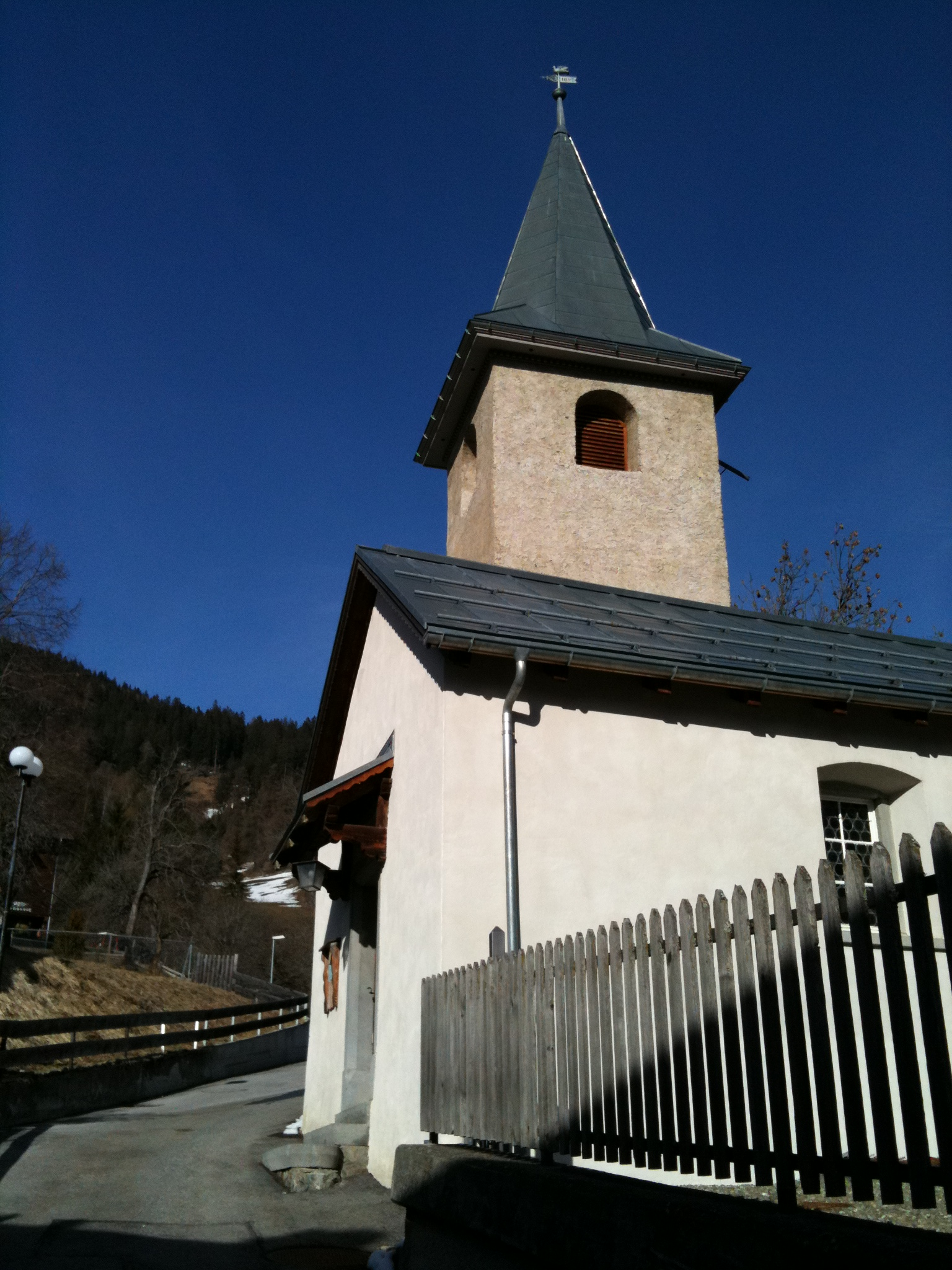
Kirche Lüen

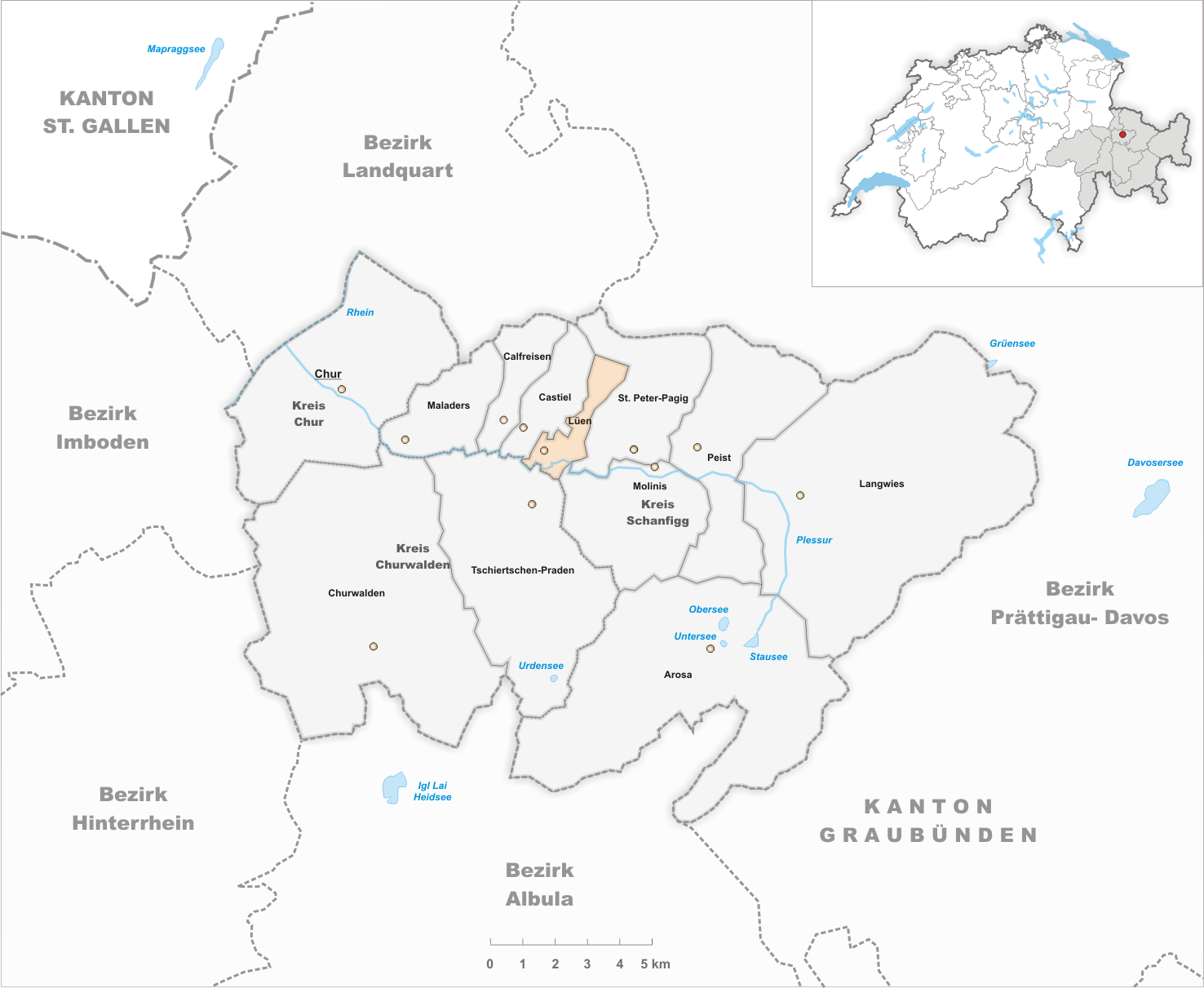
Gemeindestand vor der Fusion am 31. Dezember 2012

Ursprünglich war das Dorf von Rätoromanen besiedelt. Aus römischer Zeit wurde eine Münze gefunden. Die erste urkundliche Erwähnung von Leune (Ortsname ungeklärter, jedoch sicher vorrömischer Herkunft) datiert von 1084, als die freien Lüener die neu erbaute Kirche St. Zeno dem Churer Bischof schenkten. Die Urkunde lässt auf eine intensive Besiedlung mit Ackerbau (Hanf), Obstbau und Schafwirtschaft schliessen.
Den Vazern als bischöfliche Lehensnehmern folgten 1338 die Werdenberger und 1363 die Toggenburger. In den Drei Bünden gehörte der Ort als Nachbarschaft der Gerichtsgemeinde Ausserschanfigg zum Zehngerichtenbund. Neue Landesherren waren ab 1437 die Montforter, nach 1471 die Matscher, ab 1479 Österreich.
1520 zinste eine Familie Schmid für ein Gut in Vanüla der Kirche St. Martin in Chur. 1530 schloss sich Lüen der Reformation an. Ende des 16. Jahrhunderts ging man von der romanischen zur deutschen Sprache über. 1652 erfolgte der Auskauf der Herrschaftsrechte, 1657 derjenige der bischöflichen Lehensrechte. 
Eine Kollekte der evangelischen Gemeinden erfolgte nach einem Dorfbrand im Januar 1842.
1875 bis 1877 wurde 200 Meter oberhalb von Lüen die Talstrasse gebaut, 1914 wurden die Station Lüen-Castiel der Arosabahn sowie die Kraftwerkzentrale eröffnet.

## Wappen
| Wappen von Lüen | Blasonierung: «In Blau golden Buchstabe L, belegt mit goldenem Pfeil in Pfahlstellung»                                            |
| Wappen von Lüen | Die Initiale des ehemaligen Gemeindenamens wird vom Pfeil als dem Symbol der Talschaft überdeckt. Farben des Zehngerichtenbundes. |

## Bevölkerung
Die Bevölkerungszahl von Lüen ist seit 150 Jahren mehr oder weniger stabil.
| Jahr      | 1850 | 1900 | 1950 | 2000 |
| --------- | ---- | ---- | ---- | ---- |
| Einwohner | 83   | 68   | 77   | 74   |

## Wirtschaft
In Lüen arbeiten sieben Personen in Landwirtschaftsbetrieben, zwei Stellen gibt es im Dienstleistungssektor (Stand 2002). Die restlichen Bewohner finden ausserhalb der ehemaligen Gemeinde Arbeit. Das 1913/14 erstellte Wasserkraftwerk Lüen wird heute von Arosa Energie betrieben.

## Verkehr
Seit 1914 ist die ehemalige Gemeinde mit der unterhalb des Dorfes gelegenen Station Lüen-Castiel an der durch die Rhätische Bahn betriebene Bahnstrecke Chur–Arosa an das Netz des öffentlichen Verkehrs angeschlossen. Von Castiel aus führt eine schmale Strasse ab der Schanfiggerstrasse nach Lüen.

## Kultur und Sehenswürdigkeiten

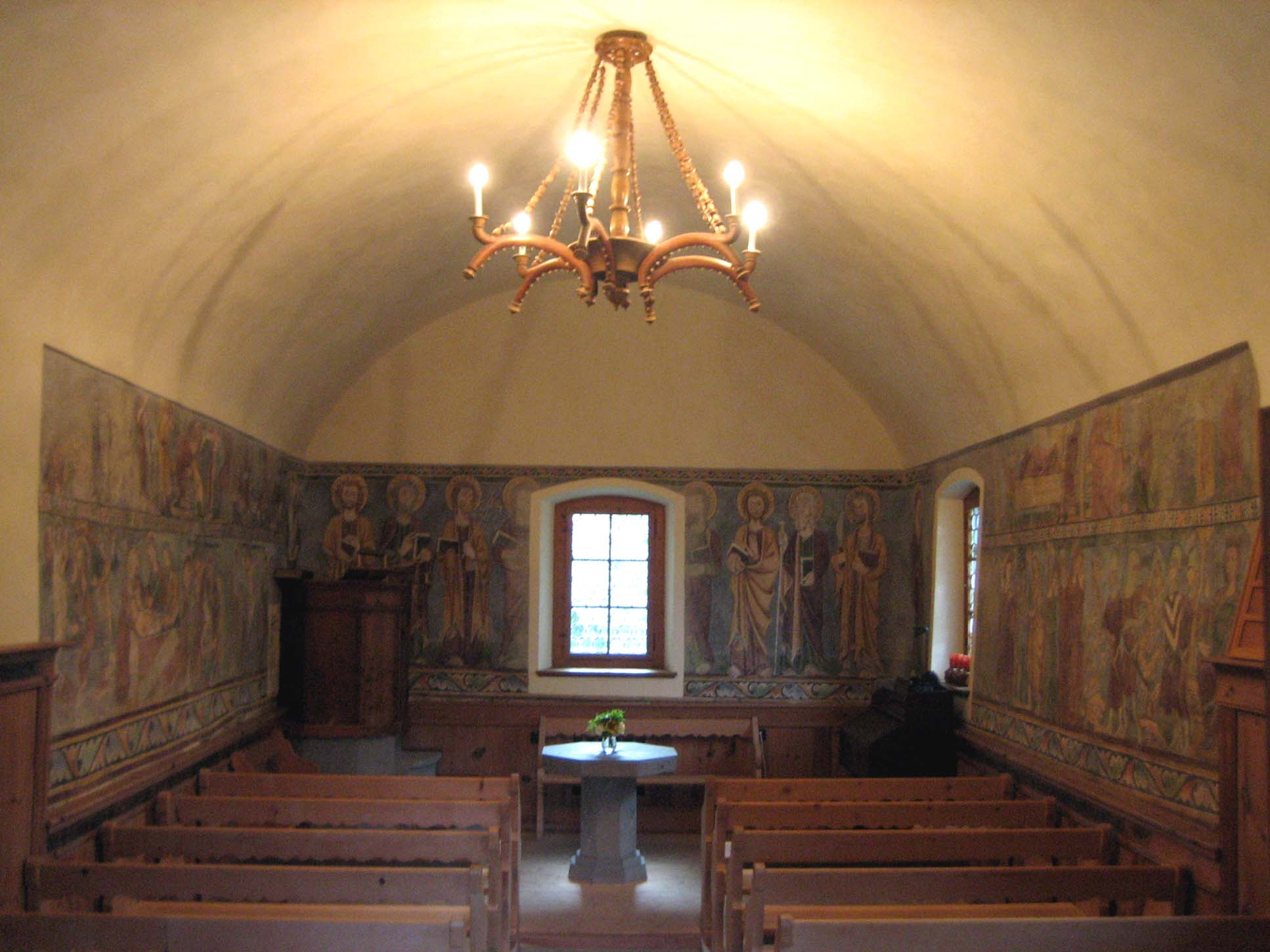
Das Innere der Kirche St. Zeno

- Intaktes Dorfbild mit Holzhäusern in walserischer Strickbauweise.
- Die reformierte Dorfkirche wurde 1084 im romanischen Stil erbaut. Sie war dem heiligen Zeno geweiht und weist im Innern frühgotische Wandmalereien aus der Werkstatt des Waltensburger Meisters auf (Mitte 14. Jahrhundert).
- Bahnhof Lüen-Castiel (Heimatstil, 1914)[3]